# Bernard Bosquier
Bernard Bosquier (Thonon-les-Bains, Francia, 19 de junio de 1942) es un exfutbolista francés que jugó como defensor. Fue elegido como jugador francés del año en dos ocasiones por la revista France Football.

## Equipos

### Como jugador
| Equipo                         | País                | Años                | PJ  | Goles |
| ------------------------------ | ------------------- | ------------------- | --- | ----- |
| Olympique Alès                 | Francia             | 1959-1961           | 31  | 2     |
| FC Sochaux                     | Francia             | 1961-1966           | 139 | 22    |
| AS Saint-Étienne               | Francia             | 1966-1971           | 209 | 21    |
| Olympique de Marsella          | Francia             | 1971-1974           | 113 | 11    |
| FC Martigues                   | Francia             | 1974-1976           | 42  | 4     |
| Selección de fútbol de Francia | Francia             | 1964–1972           | 42  | 3     |
| Total en su carrera            | Total en su carrera | Total en su carrera | 576 | 63    |

### Como entrenador
| Equipo                                     | País    | Años      |
| ------------------------------------------ | ------- | --------- |
| AS Saint-Étienne (director deportivo)      | Francia | 1980–1981 |
| Olympique de Marsella (director deportivo) | Francia | 1989–1990 |

## Palmarés
| Título               | Club                  | Año  |
| -------------------- | --------------------- | ---- |
| Copa Charles Drago   | FC Sochaux            | 1963 |
| Copa Charles Drago   | FC Sochaux            | 1964 |
| Ligue 1              | AS Saint-Étienne      | 1967 |
| Supercopa de Francia | AS Saint-Étienne      | 1967 |
| Copa de Francia      | AS Saint-Étienne      | 1968 |
| Ligue 1              | AS Saint-Étienne      | 1968 |
| Supercopa de Francia | AS Saint-Étienne      | 1968 |
| Ligue 1              | AS Saint-Étienne      | 1969 |
| Supercopa de Francia | AS Saint-Étienne      | 1969 |
| Copa de Francia      | AS Saint-Étienne      | 1970 |
| Ligue 1              | AS Saint-Étienne      | 1970 |
| Copa de Francia      | Olympique de Marsella | 1972 |
| Ligue 1              | Olympique de Marsella | 1972 |

### Distinciones
| Distinción                                  | Año         |
| ------------------------------------------- | ----------- |
| Jugador francés del año por France Football | 1967 y 1968 |